# یایلاجیک (گول‌باشی)
یایلاجیک (به ترکی استانبولی: Yaylacık) (به کردی: Kuristan) یک منطقهٔ مسکونی در ترکیه است که در گول‌باشی واقع شده‌است.